# Matthew Brisbane
Pour les articles homonymes, voir Brisbane (homonymie).
Matthew Brisbane, né le 30 juin 1797 à Perth et mort assassiné le 26 août 1833 à Port Louis aux îles Malouines, est un navigateur et explorateur écossais. 

## Biographie
Né à Perth en Écosse en 1797, sa date de naissance exacte est restée longtemps inconnue. Il semble qu'il sert dans la marine marchande pendant les guerres napoléoniennes, mais il n'existe aucune trace de son service dans la Royal Navy. Son frère est le capitaine d'un brick qui faisait du commerce entre Liverpool et Québec.
Brisbane apparaît dans l'histoire de l'exploration en s'associant à James Weddell pour des expéditions pionnières en Antarctique.
Commandant du Beaufoy avec un équipage de treize personnes, navire appartenant à Weddell, il l'accompagne (Weddell commande la Jane) pour les mers antarctiques. Les deux hommes quittent l'Angleterre le 17 septembre 1822. Weddell navigue d'abord vers Madère pour récolter des provisions, tandis que Brisbane se dirige vers Bonavista aux îles du Cap-Vert pour prendre une cargaison de sel avec laquelle soigner les peaux de phoque. En décembre, ils se rencontrent à Port St Elena, dans l'actuel Chili. Brisbane navigue ensuite vers le sud pour chasser les phoques et a rendez-vous avec Weddell à Penguin Island sur la côte de Patagonie. Le jour du Nouvel An 1823, ils se retrouvent avant de naviguer vers le sud jusqu'aux Orcades du Sud. Découvertes par Nathaniel Palmer et George Powell en 1821, les îles ayant été peu explorées, Weddell a l'intention de les visiter à la recherche de phoques et de mener une étude hydrographique. Ils arrivent dans les îles le 12 janvier 1823 et commencent à chasser, mais avec peu de succès. Brisbane mène une étude approximative des côtes sud des îles et en réponse, Weddell nomme les falaises situées à la pointe nord de l'île Powell Brisbane's Bluff (maintenant connue sous le nom de Cape Faraday). Weddell et Brisbane naviguet plus au sud dans l'espoir de trouver plus d'îles, mais évoluent lentement en raison de la combinaison de conditions météorologiques défavorables et de la nécessité de se lever la nuit pour éviter une collision avec la banquise. Le 27 janvier, ils atteignent 64° 58' S, où la décision est prise de naviguer vers le nord pour rechercher des îles entre les Orcades du Sud et les Sandwich du Sud. N'en trouvant aucune, ils se dirigent de nouveau vers le sud et, le 20 février 1823, atteignent 74° 15' S, établissant un record du voyage le plus éloigné vers le sud qui durera jusqu'au voyage de James Clark Ross en 1842.
Au cours du voyage autour des Orcades du Sud, l'expédition tente de chasser le phoque, mais avec peu de succès. En février, alors que la saison est courte, Weddell prend la décision de se diriger vers le nord en direction de la Géorgie du Sud. Après y avoir passé un mois, les deux navires naviguent vers les îles Falkland pour y passer l'hiver. Alors que le Jane est préparé aux coups de vent de l'hiver, le Beaufoy est utilisé pour rechercher des otaries à fourrure. En octobre, la décision est prise de naviguer à nouveau vers le sud jusqu'aux Orcades du Sud, mais les conditions sont terribles, les deux navires étant endommagés par la glace et les hommes gelés. Tous deux mettent alors le cap vers le nord en direction de la Terre de Feu et continuent à chasser le long de la côte patagonienne. Les navires se sont ensuite séparés, Brisbane naviguant vers les îles Falkland et la Géorgie du Sud en janvier. Les deux hommes avaient l'intention de se retrouver en mars au large de la Patagonie mais, s'étant manqués, ils retournèrent à Londres. Brisbane à bord du Beaufoy y arrive le 20 juin 1824, environ deux semaines avant Weddell.
Le 23 août 1824, Brisbane embarque sur le Beaufoy pour une autre campagne de chasse aux phoques le long de la côte patagonienne et des îles Falkland. Le 15 janvier 1826, le Beaufoy appareille pour retourner en Angleterre et arrive le 29 mars 1826.
Le 16 juin 1826, Brisbane est nommé capitaine de la goélette de 103 tonnes Prince de Saxe-Coburg équipée pour la chasse au phoque dans les Orcades du Sud. Ce voyage s'avère désastreux : rencontrant d'abord des conditions météorologiques atroces puis la banquise qui endommage le navire, Brisbane prend la décision de courir vers la Terre de Feu pour y effectuer des réparations. Là, le 16 décembre 1826, alors qu'elle est ancrée dans Fury Bay, à l'extrémité sud du canal Cockburn, la goélette est poussée à terre par de violents vents. Brisbane survit avec tout son équipage, réussissant à récupérer trois des bateaux et des provisions de la goélette. Un camp est installé à terre, puis Brisbane organise un sauvetage, tout en faisant face à un équipage de plus en plus mutin. Sept membres de l'équipage se portent volontaires pour prendre le plus grand bateau pour se rendre à Rio Negro, à plus de 1 000 milles de distance (ils ont réussi et se sont immédiatement portés volontaires pour servir dans la marine argentine dans le conflit avec le Brésil). Pendant ce temps, Brisbane continue à organiser les survivants en envoyant des patrouilles dans les deux bateaux restants et en mettant l'équipage au travail pour construire un navire à partir de l'épave du Prince de Saxe-Coburg. Le 3 mars 1827, l'un des bateaux est repéré par le HMS Beagle qui sauve les survivants.
Brisbane retourne à Londres en 1827, trouvant un autre commandement, la goélette Hope de 143 tonnes, et repart pour l'Atlantique Sud le 17 janvier 1828. En avril 1829, la Hope fait naufrage au large des côtes de la Géorgie du Sud. Brisbane et l'équipage construisent une chaloupe à partir de l'épave et naviguent vers Montevideo. Le 9 avril, ils touchent terre à Rio Negro, puis naviguent vers le nord à bord du Smack Triunfo, arrivant à Buenos Aires le 2 mai. Dix membres de l'équipage sont restés en Géorgie du Sud, alors Brisbane organise leur sauvetage. À Buenos Aires, il rencontre Luis Vernet auprès duquel il affrète le brick américain Betsy pour sauver les membres d'équipage restants.
Le troisième et dernier naufrage de Brisbane a lieu à bord du chasseur de phoques Bellville sous le commandement du capitaine Bray. Celui-ci fait naufrage sur la côte est de la Terre de Feu. Encore une fois, l'équipage construit une chaloupe à partir de l'épave, mais est gêné dans sa tâche par les Fuégiens locaux qui volent constamment des outils et des fournitures. Les approvisionnements sont épuisés début avril et l'équipage meurt presque de faim, survivant avec un régime de peaux, de graisse putride, de baies, de patelles et de poissons. La chaloupe est achevée le 1er mai et le voyage sur un bateau très perméable commence. Le cap Meredith sur West Falkland est aperçu quatre jours plus tard et l'équipage arrive à Port Louis le 30 mai.
À Port Louis, Brisbane rencontre à nouveau l'entrepreneur Luis Vernet et devient son directeur des pêches. En 1830, il visite Buenos Aires et publie dans le British Packet et l'Argentine News les allégations de pêche de Vernet et ses avertissements aux chasseurs de phoques. Le consul britannique à Buenos Aires, à Woodbine Parish, l'avertit de ne pas interférer avec le commerce britannique dans les îles. En juillet 1831, Brisbane et Vernet s'emparent des navires américains Superior, Breakwater et Harriet. Le Breakwater s'échappe et le Supérior est autorisé à poursuivre la chasse aux conditions de Vernet. Vernet revient à bord du Harriet à Buenos Aires pour organiser un procès.
La saisie des navires américains s'est avérée être une décision désastreuse pour la petite colonie de Port Louis. L' USS Lexington est envoyé pour renforcer l'escadron du Brésil afin de protéger le commerce américain, en partie en réponse aux proclamations argentines sur la chasse au phoque et la pêche dans l'Atlantique Sud. Sous le commandement de Silas M. Duncan, le Lexington navigue vers Port Louis pour mettre fin à ce qui est considéré par les États-Unis comme un « nid de pirates ». Le 31 décembre 1831, le Lexington jette l'ancre au large de Port Louis, Brisbane et six autres sont arrêtés pour piraterie, les canons de la colonie et la poudrière explosent. Duncan a également offert le passage à tous ceux de la colonie qui souhaitaient partir, et la majorité de la population a profité de cette opportunité pour quitter les îles. Le Lexington arrive à Montevideo le 3 février 1832, où les personnes autorisées à passer sont libérées, mais Brisbane et six autres restent prisonniers jusqu'au 16 avril, date à laquelle ils sont transférés à l'USS Warren. Brisbane et les autres ont ensuite été libérés sur ordre du commodore Rodgers.
Brisbane retourne ensuite aux îles Falkland en tant que pilote de José María Pinedo (en), commandant de l' ARA Sarandi, qui transporte le major Esteban Mestivier (en) dans les îles pour prendre son poste de gouverneur et établir une colonie pénitentiaire. Peu de temps après le départ pour explorer les îles, Mestivier est assassiné, laissant la colonie en tumulte. Pinedo revient et réprime la mutinerie avec l'aide de la goélette britannique Rapid lorsque, le 3 janvier, le HMS Clio apparait au large de Port Louis et délivre le message selon lequel le Royaume-Uni a l'intention de réaffirmer sa souveraineté sur les îles. Brisbane retourne à Buenos Aires sur le Sarandi où il démissionne de son poste de pilote.
Il retourne aux Malouines en mars 1833 à bord de la goélette Rapid, lors de la première visite du HMS Beagle sous le commandement du capitaine Fitzroy et avec Charles Darwin à bord comme naturaliste. Brisbane retrouve l'un des officiers qui lui ont sauvé la vie lors du naufrage du Prince of Saxe-Coburg. Brisbane rend visite au Beagle pour présenter ses papiers au capitaine Fitzroy montrant qu'il agit en tant qu'agent privé de Vernet et qu'il est là pour s'occuper des restes de la propriété privée de Vernet. Brisbane et Fitzroy ont une affinité naturelle et discutent d'un large éventail de sujets ; Fitzroy note dans son journal sa gratitude pour la grande quantité d'informations sur les Malouines. Cependant, il exprime son inquiétude concernant la colonie et son manque d'autorité régulière dans un groupe d'îles pratiquement sans loi.
Brisbane reprend son poste d'agent de Vernet et, avec d'autres membres importants de la colonie, tente de reconstruire les intérêts commerciaux de Vernet. Il recommence à payer les Gauchos en billets à ordre émis par Vernet, ce qui provoque un conflit au sein de la colonie. Les Gauchos sont mécontents du rétablissement de l'autorité et veulent être payés en argent comme l'avait fait le capitaine Onslow de la Clio. La situation est exacerbée par la dévaluation des billets à ordre en raison du statut réduit de Vernet.
Le 26 août 1833, cinq prisonniers indiens et trois gauchos dirigés par Antonio Rivero se lancent dans une tuerie qui entraîne la mort de Brisbane et des hauts dirigeants de la colonie. Thomas Helsby, un employé au service de Vernet, rédige un récit des meurtres.
Vers dix heures du matin, Helsby quitte la maison de Brisbane pour acheter de l'huile à William Dickson, qu'il trouve chez Antonio Wagner. Parmi les autres personnes présentes figurent Daniel McKay et Joseph Douglas. En sortant, alors qu'il passe devant la maison de Santiago Lopez, Helsby rencontre les assassins. Le gang est dirigé par Rivero et comprenad José María Luna, Juan Brasido, Manuel Gonzales, Luciano Flores, Manuel Godoy, Felipe Salagar et Lattorre. Ils sont armés de « mousquets, pistolets, épées, dagues et couteaux ».
Alarmé, Helsby court vers la maison de Brisbane pour demander de l'aide, mais il la trouve verrouillée et ne peut réagir. Il est informé par d'autres habitants que Brisbane a été tué, ainsi que Juan Simon (le Capitaz des Gauchos). Un troisième homme, Don Ventura, a été laissé pour mort, blessé à la gorge par un fusil, la tête fendue et la main presque coupée par une épée, mais il s'est depuis échappé par une fenêtre arrière et s'est dirigé vers la maison d'Antonina Roxa (en). Helsby entend alors deux coups de mousquet depuis la maison d'Antonio Wagner : Wagner et Dickson ont été tués, en présence de Joseph Douglas et Daniel McKay.
Le gang est ensuite retourné à la maison de Brisbane pour constater que Ventura a disparu. Après une brève recherche, ils l'ont trouvé. Ventura tente de fuir mais est abattu. Helsby est témoin du meurtre et tente de s'échapper, mais est rapidement rattrapé par Felipe Salagar, qui est à cheval. Convaincu qu'il est sur le point d'être tué, il obéit à leurs instructions et est autorisé à vivre.
Brisbane est enterrée dans une tombe peu profonde. En visite aux Malouines un an plus tard lors de la deuxième visite du Beagle dans les îles, le capitaine Fitzroy est consterné de constater que les pieds de Brisbane dépassent du sol et que les chiens se sont nourris du cadavre.

## Hommages

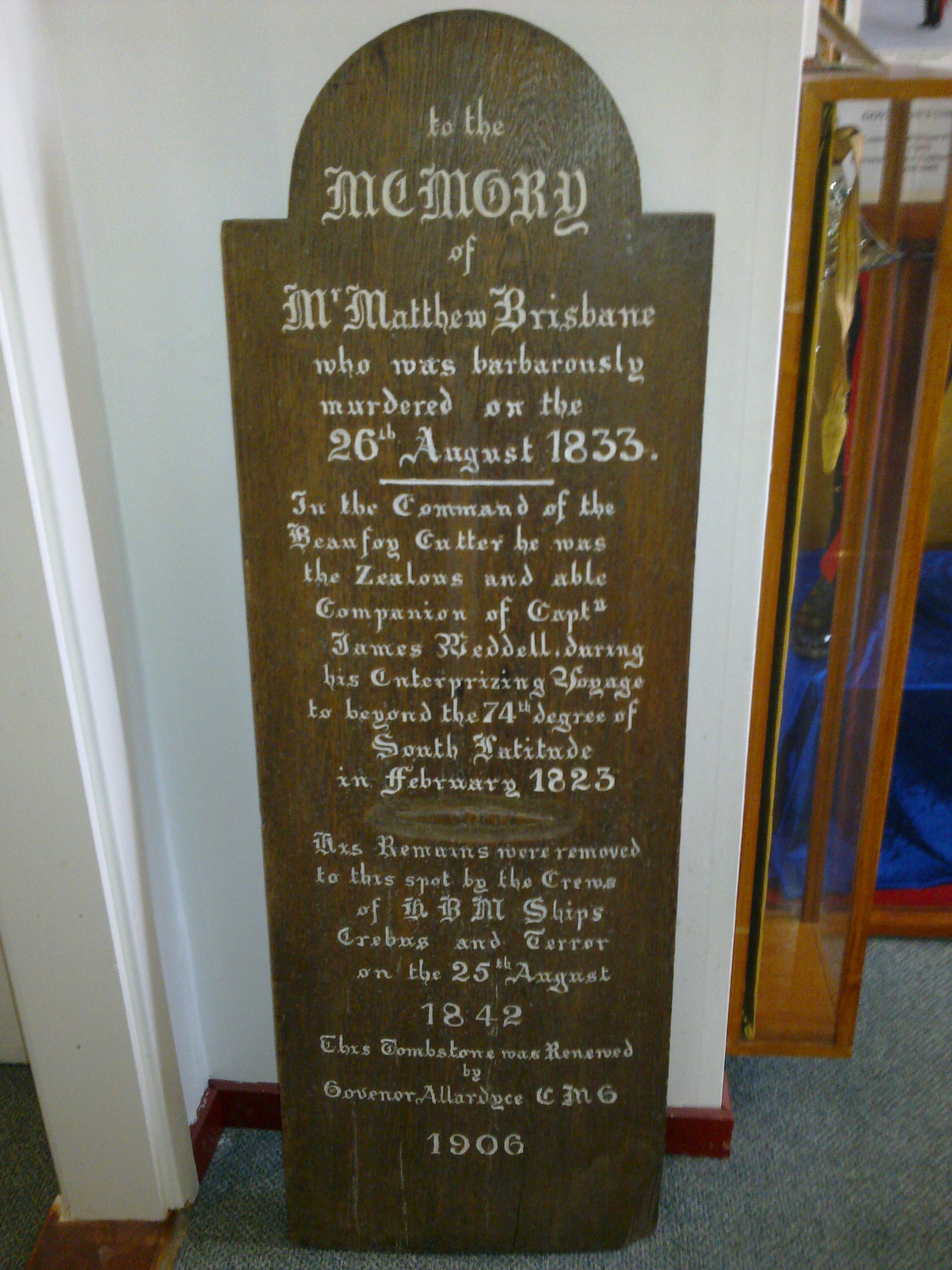

Brisbane est ré-enterrée en 1842 par James Clark Ross, alors aux Malouines avec l'Erebus et le Terror. Un simple mémorial en bois est érigé avec l'inscription :
« To the

MEMORY

of

Mr Matthew Brisbane

who was barbarously

murdered on the

 26th August 1833

——————

In the command of the

Beaufoy Cutter he was

the Zealous and able

Companion of Captn

James Weddell during

his enterprising Voyage

to beyond the 74th degree of

South Latitude

in February 1823

——————

His remains were removed to

this spot by the crews of H.B.M.

ships Erebus and Terror

on the 25th August

1842 »
Le monument en bois est resté jusqu'en 1906, date à laquelle il est devenu illisible à cause des intempéries. Il est remplacé par un autre marqué de la même inscription. En 1933, il est remplacé par une dalle de marbre posée par le gouverneur O'Grady. Le monument en bois se trouve de nos jours au musée Stanley.
Il existe une Brisbane Road à Stanley. Brisbane est également commémorée par le cap Brisbane et le mont Beaufoy sur l'île Henderson en Terre de Feu et par Brisbane Heights sur l'île Coronation dans les Orcades du Sud.